# Egri Mária
Egri Mária (Budapest, 1940. június 29. –) művészettörténész.

## Életpályája
1967-ben végzett az Eötvös Loránd Tudományegyetem magyar-művészettörténet szakán, majd ugyanitt doktorált 1973-ban, művészettörténetből. 1967-től a szolnoki Damjanich János Múzeum munkatársa, kiállításszervező. 1975-től szervezte a Szolnoki Festészeti Triennálékat. A Szolnoki megyei Néplapnál külsős, majd egy darabig főállású munkatársaként többször publikált képzőművészeti cikkeket. Feldolgozta a Szolnoki Művésztelep és az 1981 óta működő Mezőtúri Művésztelep történetét. Több monográfiát írt, szolnoki kötődésű, illetve kortárs művészekről. 1983-tól a Művelődési Minisztérium Múzeumi Osztályának művészettörténésze. 1987-1998 között a budapesti Vasarely Múzeum igazgatója.

## Díjai
Móra Ferenc-díj, 1998 (muzeológiai munkásságáért)

## Főbb művei
- Ámos Imre szolnoki vázlatkönyve; Corvina, Bp., 1973
- Egri Mária–Arató Antal: Gecse Árpád, a Jászság festője. Életrajzi tanulmány; Hűtőgépgyár Nyomda, Jászberény, 1974 (Jászsági füzetek)
- Háromezer perc Észtországról. Szemelvények a Magyar Rádió Szolnoki Studiójának az Észt Szovjet Szocialista Köztársaságról 1971-1974 között elhangzott műsoraiból; összeáll. Pálréti Ágoston, Egri Mária, Szabó István; Damjanich Múzeum, Szolnok, 1974
- Mednyánszky; összeáll., bev. Egri Mária; Corvina, Bp., 1975
- Ámos Imre; Damjanich Múzeum, Szolnok, 1976
- Gácsi Mihály, 1977
- A Szolnoki Művésztelep; Képzőművészeti Alap, Bp., 1977
- Szabó Zoltán; Képzőművészeti Alap, Bp., 1978 (Mai magyar művészet)
- Németh József festőművész gyűjteményes kiállítása. Szolnoki Galéria, Szolnok, 1979. szeptember–október. Tornyai János Múzeum, Hódmezővásárhely, 1979. december–1980. január; katalógus összeáll. Egri Mária, Dömötör János, szerk. Selmeczi László; Szolnoki Galéria, Szolnok, 1979
- Fazekas Magdolna festőművész gyűjteményes kiállítása. Szolnoki Galéria, 1979; katalógus összeáll. Egri Mária, szerk. Selmeczi László; Damjanich Múzeum, Szolnok, 1979 (A Szolnoki Művésztelep alkotóinak kiállításai)
- A régi szolnoki művésztelep alkotásai. Dr. Elek István hagyatékából. Szolnok, Damjanich János Múzeum; összeáll. Egri Mária, Szabó István; Damjanich János Múzeum, Szolnok, 1979
- A Damjanich János Múzeum képzőművészeti gyűjteménye. 1970-1980; összeáll. Egri Mária, szerk. Selmeczi László; Damjanich Múzeum, Szolnok, 1980
- Ámos Imre; Gondolat, Bp., 1980 (Szemtől szemben)
- Baranyó Sándor festőművész kiállítása. Szolnoki Galéria, 1980; kiállítás rend., katalógus összeáll., előszó Egri Mária, szerk. Kaposvári Gyula; Szolnoki Galéria, Szolnok, 1980
- Nyolcvan éves a szolnoki művésztelep, 1983
- Baranyó Sándor festőművész, 1983
- Egri Mária–Szabó István: Papi Lajos szobrászművész; Szolnoki Művésztelep, Szolnok, 1984
- Sváby. Budapest, Ernst Museum, 1984. július 13- augusztus 12.; katalógus szerk. Egri Mária; Kiállítási Intézmények–Műcsarnok, Bp., 1984
- Szolnok megye képzőművészetének négy évtizede. Szolnoki Galéria, 1985; összeáll., előszó, kiállítás rend. Egri Mária; Szolnoki Galéria, Szolnok, 1985
- Sváby Lajos; beszélgetések lejegyz., képvál. Egri Mária; Corvina, Bp., 1987 (Corvina műterem)
- Progresszív művészet a két világháború között; kiállításrend., katalógus összeáll. Egri Mária, szerk. Turóczy Istvánné; Damjanich Múzeum, Szolnok, 1988 (Szolnok megyei múzeumok kiállításvezetői)
- Koszta József; Corvina, Bp., 1989 (Magyar mesterek)
- "Ember és természet". A Mezőtúri Képzőművészeti Alkotótelep résztvevőinek kiállítása, 1981-1988. Szolnoki Galéria, 1989. augusztus-szeptember; kiállításrend. Zsolnai László, szöv. Egri Mária; Városi Művelődési Központ, Mezőtúr, 1989
- Sáros András. 1912-1983; Polgármesteri Hivatal Városgondnokság, Jászberény, 1992
- Vasarely; Vasarely Múzeum, Bp., 1992
- Sváby Lajos; MOL Rt., Bp., 1995
- Szerigráfiák. A Vasarely Múzeum kamarakiállításain résztvevő művészek ajánló katalógusa; összeáll. Egri Mária; Vasarely Múzeum, Bp., 1996
- Meggyes László; Tisza Nyomda, Szolnok, 1997 (Paletta)
- Vilhelm Károly; Tisza Nyomda, Szolnok, 1997 (Paletta)
- Ezüst György; Móra, Bp., 1998
- Josef Györky. Festőművész. Vasarely Múzeum, 1998. január 22–március 1.; bev. Egri Mária; Vasarely Múzeum, Bp., 1998
- Egri Mária–Polgár Árpád: Szőnyi; Polgár Galéria és Aukciós Ház, Bp., 1999
- Egri Mária–Polgár Árpád: Báró Mednyánszky László, 1852-1919. Kiállítás: 2001. április 10-28.; Polgár Galéria és Aukciósház, Bp., 2001
- Egri Mária–Jánosi Gyöngyi: Benke László. Élete és festészete; Hamza Múzeum Alapítvány, Jászberény, 2001 (Hamza Múzeum kiadványai)
- Ámos Imre: Napló, versek, vázlatkönyvek, levelezőlapok. Források; közread., jegyz., képvál., utószó Egri Mária, szerk. Kőbányai János; Múlt és Jövő, Bp.,. 2003
- Szabó Zoltán; Körmendi Galéria, Sopron, 2003 (Körmendi Galéria Budapest sorozat)
- Egri Mária–Jánosi Gyöngyi: Makay József (1919-1979) élete és festészete; Hamza Múzeum és Jász Galéria Közalapítvány, Jászberény, 2004 (Hamza Múzeum kiadványai)
- Ezüst György; Móra, Bp., 2005
- Györfi Sándor; Jász-Nagykun-Szolnok Megyei Múzeumok Igazgatósága, Szolnok, 2007
- A Finta testvérek élete és művészete; Finta Múzeum és Közművelődési Központ, Túrkeve, 2013
- Nyáry Éva festőművész; Hi Res digit-all Printshop, Bp., 2015
- A Szikra Galéria. A Jászság festészete; Szikra Galéria, Jászberény, 2015